# Laše
Laše je naselje v Občini Šmarje pri Jelšah.